# Pausitz (Bennewitz)
Pausitz ist ein Ortsteil der sächsischen Gemeinde Bennewitz. Das Dorf liegt drei Kilometer südlich der Stadt Wurzen am linken Ufer der Mulde. Pausitz ist seit dem Mittelalter Kirchdorf.

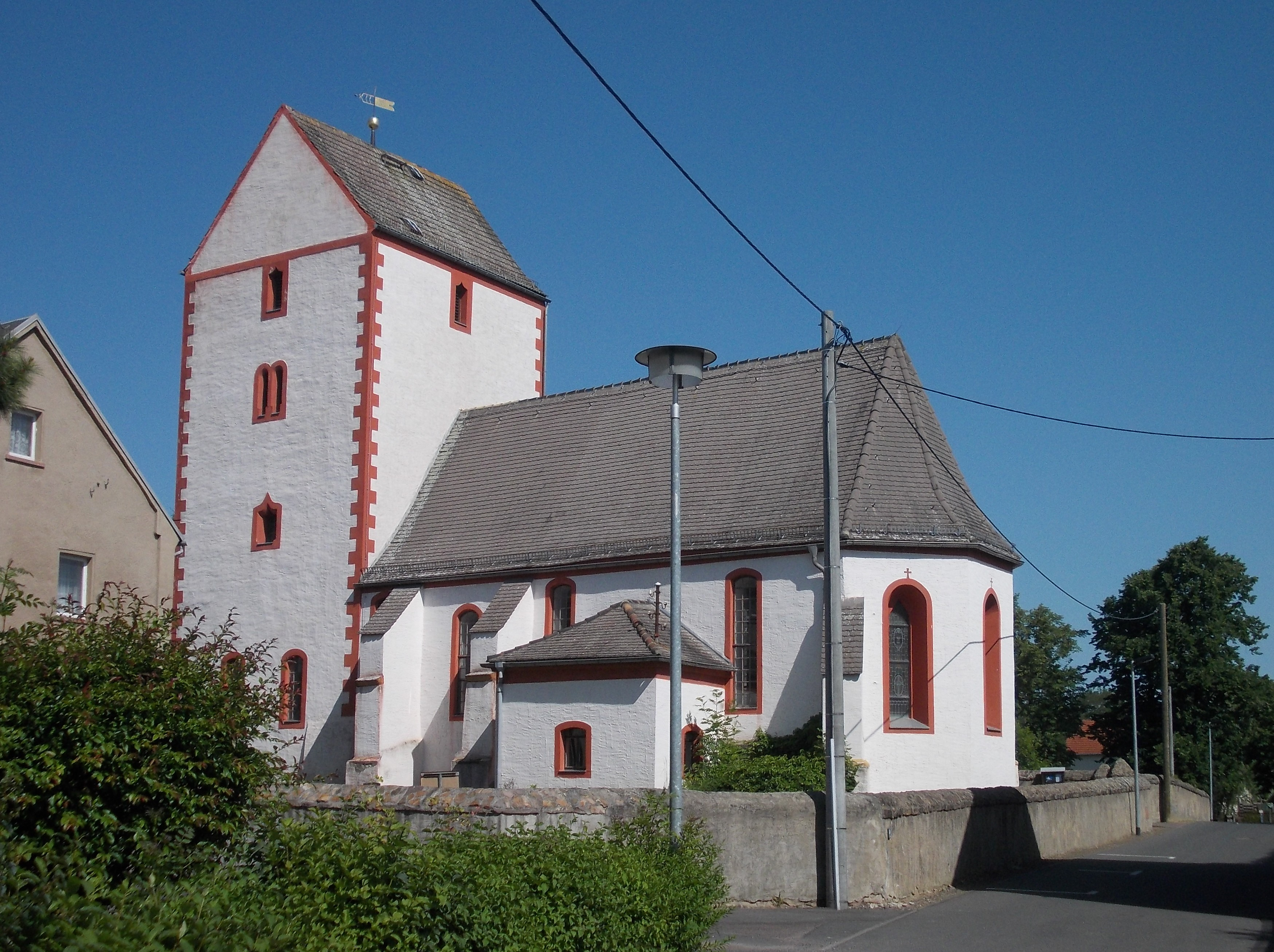
Dorfkirche Pausitz

## Geschichte
Pausitz ist eine slawische Gründung. Sie gelangte 985 durch Tausch gegen Nerchau an das Erzbistum Magdeburg.
Am 1. Juli 1950 wurden die bis dahin eigenständigen Gemeinden Bach, Rothersdorf und Walzig eingegliedert.
Beim Hochwasser 2002 wurde der Ort erheblich in Mitleidenschaft gezogen.

## Kriegerdenkmal
Der Nürnberger Bildhauer Johannes Seiler schuf das Kriegerdenkmal für die Gefallenen des Ersten Weltkrieges.